# Teissières-de-Cornet
Teissières-de-Cornet é uma comuna francesa na região administrativa de Auvérnia-Ródano-Alpes, no departamento de Cantal. Estende-se por uma área de 9,45 km². Em 2010 a comuna tinha 302 habitantes (densidade: 32 hab./km²).